# Альвеста (коммуна)
Коммуна А́львеста (швед. Alvesta kommun) — коммуна в лене Крунуберг. Её центр находится в городе Альвеста.
Коммуна была образована в 1971 году, когда город (чёпинг) Альвеста (учреждён в 1945 году) был объединён с четырьмя сельскими муниципалитетами. Объединения также проводились в 1952 и 1963 годах.
Герб 1951 года изображает трёх медоносных пчёл и крылатое колесо. Крылатое колесо символизирует железную дорогу, которая имеет жизненно важное значение для промышленности, в то время как пчёлы означают трудолюбивый дух.
Коммуна может похвастаться природными территориями и подходит для рыбалки, гребли на каноэ и игры в гольф.

## Населенные пункты
- Альвеста
- Мухеда[швед.]
- Висланда[швед.]
- Гримслёв[швед.]
- Торпсбрук[швед.]
- Юртсберга[швед.]